# 甲仙攔河堰
甲仙攔河堰，簡稱甲仙堰，（英文：Jiaxian Weir）是臺灣的一座攔河堰，位於高雄市甲仙區甲仙大橋上游，即高屏溪支流旗山溪上，主要功能是攔截旗山溪的溪水，透過越域引水方式以輸水隧道將旗山溪溪水送至南化水庫利用。。

## 沿革
甲仙攔河堰緣起於「南化水庫越域引水工程計畫」。南化水庫位於台南市南化區，截取曾文溪支流後堀溪之溪水，1993年（民國八十二年）10月完工蓄水。南化水庫越域引水工程計畫是南化水庫計畫之延續，計劃引取旗山溪豐水期之餘水儲存，於高雄縣（今高雄市）甲仙大橋上游約450公尺處設堰取水，以輸水隧道將旗山溪每年6月至10月豐水期的多餘水量引入南化水庫運用，以提高南化水庫之供水量。整體工程於1993年2月20日奉行政院經建會會議決定，將計畫名稱改為「南化水庫第二期工程計畫」並列入「十二項建設」，於1994年6月動工，1999年（民國八十八年）6月開始通水運轉。
2009年八八水災期間降下超大豪雨，旗山溪上游形成堰塞湖，堰塞湖潰堤後瞬間洪峰沖破堤防造成缺口，造成甲仙堰受損、甲仙攔河堰管理中心、辦公廳舍淹沒，機房操作設備損毀，災後復建完成。

## 外部連結
- （繁體中文）經濟部水利署南區水資源局-甲仙攔河堰 （页面存档备份，存于）